# James Longley
James Longley (ur. 7 lipca 1951 w Lewiston w stanie Maine) – polityk, prawnik i przedsiębiorca amerykański związany z Partią Republikańską.
W latach 1995–1997 przez jedną dwuletnią kadencję Kongresu Stanów Zjednoczonych był przedstawicielem pierwszego okręgu wyborczego w stanie Maine w Izbie Reprezentantów Stanów Zjednoczonych.